# Torre Wardija
La Torre Wardija originalment coneguda com a Torre della Guardia di Giorno i també coneguda com a Torre Bubaqra (maltès: Torri ta Bubaqra), és una petita torre de vigilància als límits de Żurrieq, Malta, construïda pels cavallers de l'Orde de Sant Joan de Jerusalem. Es va completar el juny de 1659 com l'última de les tretze torres De Redin.
La torre va ser construïda el juny de 1659 com l'última d'una sèrie de tretze torres de vigilància construïdes durant el regnat del Gran Mestre Martin de Redin de 1657 a 1660. Després d'ell, aquestes torres també es coneixen com les Torres de Redin. En comparació amb les torres Wignacourt, que es van construir entre 1609 i 1614, la finalitat d'aquestes torres havia canviat. Molt més petits en grandària i armats més febles, van servir principalment com a llocs d'observació des dels quals la guarnició de La Valletta i altres llocs s'avisava quan s'acostava una flota enemiga. Amb aquesta finalitat, les torres, juntament amb les Torres Wignacourt i les Torres Lascaris, es van disposar a la vista les unes de les altres de manera que els senyals òptics es poguessin transmetre dia i nit. La torre més propera al nord-oest és la Torre Hamrija.
La torre Wardija va ser l'última torre de vigilància costanera que es va construir a l'illa principal de Malta. Està situat entre Żurrieq i Hal Far, amb la torre més propera a ella és la Torre Sciuta a l'oest. La torre segueix el disseny estàndard de les torres De Redin, de planta quadrada amb dos pisos i una torreta al terrat, però és una mica més petita. Originàriament estava armada amb 2 canons i 2 morters.Es tracta d'una de les 13 Torres de Redín que deuen el seu nom al Gran Mestre Martín de Redín, que fou qui les va manar construir.
Com totes les altres torres de Redin, la torre Wardija té una planta quadrada. La longitud lateral és d'uns 8,1 m. La torre tenia dos pisos, amb el pis inferior en forma de tronc de piràmide. Hi havia un traster més gran i sense finestres al soterrani. L'accés a la torre es feia mitjançant una escala a l'habitació del primer pis.
Aquestes torres es van utilitzar inicialment durant el domini colonial britànic. El 1813, el capità Dickens va proposar reforçar les torres i ampliar les fortificacions costaneres de l'Orde. No obstant això, aquests plans no es van implementar. El 1828 el capità Jones dels Royal Engineers va proposar l'enderrocament de totes les torres. Va justificar el seu suggeriment dient que les torres no podrien suportar el bombardeig amb artilleria moderna durant molt de temps, però ampliar-les seria massa car. L'estat estructural de les torres s'havia deteriorat en els darrers anys, algunes estaven en estat ruïnós, d'altres necessitaven reparació. El 1832 el coronel Morshead, enginyer reial en cap, va ordenar la demolició de totes les torres. Finalment, es va abstenir d'enderrocar i les torres existents es van lliurar a les autoritats locals.
Després del període britànic, la torre va quedar abandonada i va caure en desús. El juny de 2022, la Direcció de Restauració va restaurar la torre, un pla posat en marxa per l'Ajuntament de Żurrieq per tal de dur a terme projectes de restauració en diversos llocs de Żurrieq.